# Konrad Haury
Konrad Haury (* 6. September 1872 in Darmstadt; † 5. Februar 1931 ebenda) war ein hessischer Politiker (DVP) und ehemaliger Abgeordneter des Landtags des Volksstaates Hessen in der Weimarer Republik.

## Leben
Konrad Haury war der Sohn des Zimmermeisters Christian Haury und dessen Frau Margarethe geborene Rullmann. Er war evangelischer Konfession und heiratete am 14. April 1900 Marianne geborene Friedrich.
Konrad Haury arbeitete als Zimmermeister in Darmstadt. Er war Vorsitzender des Landesverbandes der hessischen Hausbesitzer.
Konrad Haury war Stadtverordneter in Darmstadt. Er gehörte von 1924 bis zu seinem Tod 1931 dem Landtag an. Nachfolger im Landtag wurde Richard Heyne.